# Evacanthus yinae
Evacanthus yinae är en insektsart som beskrevs av Cai och He. Evacanthus yinae ingår i släktet Evacanthus och familjen dvärgstritar. Inga underarter finns listade i Catalogue of Life.